# 모하메드 다라미
모하메드 하수니 다라미 (Mohamed Hassouni Daramy, 2002년 1월 7일 ~ )는 덴마크의 축구 선수이며, 랭스에서 윙어 또는 공격수로 뛰고 있다.